# Gert Beinemann
Gert Beinemann (* 15. Juni 1918; † 2012 in Weimar) war ein deutscher Schauspieler, Regisseur, Intendant und Hörspielsprecher.

## Leben
Gert Beinemann hatte in der ersten Hälfte der 1940er Jahre ein Engagement als Schauspieler am Deutschen Nationaltheater Weimar. Nach dem Zweiten Weltkrieg erteilte er in Halberstadt privaten Schauspielunterricht und wirkte dort am Volkstheater. Ab 1952 arbeitete er als Schauspieler im Berliner Ensemble, von dort ging er 1957 zum Berliner Maxim-Gorki-Theater, wo er auch Regie führte. 1961 wurde er am Landestheater Altenburg zum Intendanten berufen. Ab 1965 agierte Gert Beinemann wieder am Deutschen Nationaltheater in Weimar als Schauspieler und Regisseur, bevor er dort von 1973 bis 1987 für 14 Jahre als Generalintendant wirkte.
Gert Beinemann verstarb im Jahr 2012. Seine letzte Ruhestätte fand er auf dem Historischen Friedhof Weimar, Am Poseckschen Garten 1.

## Filmografie
- 1953: Die Unbesiegbaren
- 1956: Genesung
- 1960: Flucht aus der Hölle (Fernsehmehrteiler)

## Theater

### Schauspieler
- 1942: Otto Erler: Thors Gast (Kolbein) – Regie: Hans Severus Ziegler (Deutsches Nationaltheater Weimar)
- 1952: Johann Wolfgang von Goethe: Urfaust (Wagner) – Regie: Egon Monk (Berliner Ensemble in der Potsdamer Volksbühne im Landestheater)
- 1957: Johann Wolfgang von Goethe: Clavigo (Guilbert) – Regie: Hans Dieter Mäde (Maxim-Gorki-Theater Berlin)
- 1957: Friedrich Wolf: Die Matrosen von Cattaro (Fliegermaat) – Regie: Achim Hübner (Maxim-Gorki-Theater Berlin)
- 1971: William Shakespeare: Richard II. (Carlisle) – Regie: Fritz Bennewitz (Deutsches Nationaltheater Weimar)

### Regie
- 1957: Gert Weymann: Generationen (Maxim-Gorki-Theater Berlin)

## Hörspiele

### Sprecher
- 1957: A. G. Petermann: Die Hunde bellen nicht mehr (Leutnant Weber) – Regie: Theodor Popp (Kriminalhörspiel – Rundfunk der DDR)
- 1957: Herbert Ziergiebel: Schach dem Tode – Regie: Fritz Göhler (Kinderhörspiel – Rundfunk der DDR)
- 1958: Otto Tausig: Der Fall van der Lubbe – Regie: Erich-Alexander Winds (Dokumentarhörspiel – Rundfunk der DDR)
- 1958: Edith Mikeleitis: Georg Forster in Mainz (Sergeant) – Regie: Richard Hilgert (Hörspiel – Rundfunk der DDR)
- 1958: Anna Schlotterbeck/Friedrich Schlotterbeck: SMS Prinzregent Luitpold (Fischer) – Regie: Theodor Popp (Dokumentarhörspiel – Rundfunk der DDR)
- 1958: Rolf Guddat: Gestohlener Ruhm (Rudolf Franke) – Regie: Detlev Witte (Dokumentarhörspiel – Rundfunk der DDR)
- 1958: Rolf Guddat: Mord an der Grenze – Regie: Wolfgang Brunecker (Kriminalhörspiel – Rundfunk der DDR)

### Regie
- 1959: Friedrich Karl Kaul/Walter Jupé: Alles beim alten (Hörspiel – Rundfunk der DDR)

## Auszeichnungen
- 1977: Vaterländischer Verdienstorden in Bronze[3]